# Гора Адріатична
Гора Адріатична (англ. Hadriacus Mons) — це древній, низький вулкан на планеті Марс, розташований у південній півкулі, одразу ж на північний схід від ударного басейну Hellas та на південний захід від подібного вулкана — Tyrrhenus Mons. Діаметр цього вулкана становить близько 450 км, а свою назву він отримав 2007 року від назви класичної деталі альбедо. Схили Hadriacus Mons зазнали ерозії, внаслідок чого на них утворилися яри; у південні схили вулкана вкарбувався проточний канал Dao Vallis. Значне поширення вулканічних відкладень, так само як і розмір кальдери дозволяють вченим припускати, що ці деталі рельєфу стали результатом вибухового виверження, спричиненого контактом магми та ґрунтових вод.
Патера Адріатична (англ. Hadriaca Patera) — термін, що раніше часто використовувався для позначення усієї гори, тепер прийнято використовувати лише для центральної кальдери, діаметр якої становить близько 66 км.